# Paakkinen
Paakkinen är en sjö i Finland. Den ligger i kommunen Tuusniemi i landskapet Norra Savolax, i den centrala delen av landet, 300 km nordost om huvudstaden Helsingfors. Summasjärvi ligger 100 meter över havet. Den är 10,3 meter djup. Arean är 26,8 hektar och strandlinjen är 3,87 kilometer lång. Sjön  ingår i Vuoksens huvudavrinningsområde.   I omgivningarna runt Paakkinen växer i huvudsak blandskog.